# Silver Lake Provincial Park
Der  Silver Lake Provincial Park ist ein 77 Hektar großer „Provincial Park“ im Südwesten der kanadischen Provinz British Columbia. Der Park liegt etwa 10 km Luftlinie südlich von Hope im Fraser Valley Regional District, mit dem namensgebenden Silver Lake im Zentrum.

## Anlage
Der Park liegt östlich des Lower Mainland, im Tal des Skagit River der den Park jedoch nicht durchfließt. Durchflossen wird der Park vom Silverhope Creek. Östlich und westlich des Flusses bzw. des Sees steigt das Gelände der Skagit Range, hier am Übergang zwischen „South Hope Mountains“ und „Hope Mountains“, stark an.
Bei dem Park handelt es sich um ein Schutzgebiet der Kategorie II (Nationalpark).

## Geschichte
Wie bei fast allen Provincial Parks in British Columbia gilt auch für diesen, dass er lange bevor die Gegend von europäischen Einwanderern besiedelt oder sie Teil eines Parks wurde, Jagd- und Fischereigebiet verschiedener Stämme der First Nations war.
Der Provinzpark wurde am 14. Februar 1964 eingerichtet und sein Status neu festgelegt sowie die Grenzen geändert.